# Diecezja St. Pölten
Diecezja St. Pölten, Diecezja Sankt Pölten – diecezja Kościoła rzymskokatolickiego w północnej Austrii, w metropolii wiedeńskiej, obejmująca zachodnią część kraju związkowego Dolna Austria. Została erygowana 28 stycznia 1785 roku. Patronem diecezji jest św. Hipolit. Siedzibą biskupa jest St. Pölten.

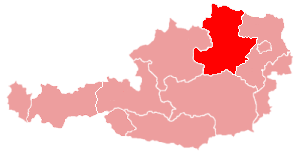
Diecezja na mapie administracyjnej Kościoła w Austrii

## Dekanaty
- Dekanat Amstetten
- Dekanat Geras
- Dekanat Gmünd
  - Brand bei Gmünd, Dietmanns, Eggern, Eisgarn, Gmünd-Neustadt, Gmünd-St. Stefan, Großpertholz, Großschönau, Harbach, Harmanschlag, Haugschlag, Heidenreichstein, Heinrichs bei Weitra, Hoheneich, Höhenberg, Karlstift, Kirchberg am Walde, Langegg, Litschau, Nagelberg, Reingers, Schrems, Seyfrieds, Siebenlinden, Spital, St. Martin im Waldviertel, St. Wolfgang bei Weitra, Süßenbach, Unserfrau, Waldenstein, Weitra, Weißenalbern
- Dekanat Göttweig
  - Aggsbach-Dorf, Arnsdorf, Brunnkirchen, Furth, Gansbach, Hain, Hollenburg, Maria Langegg, Mautern an der Donau, Oberwölbling, Obritzberg, Paudorf-Göttweig, Rossatz, Statzendorf, Unterbergern
- Dekanat Haag
  - Behamberg, Erla, Ernsthofen, Ertl, Haag, Haidersdorf, Kürnberg, Langenhart, Seitenstetten, St. Johann in Engstetten, St. Michael am Bruckbach, St. Pantaleon in Niederösterreich, St. Peter in der Au, St. Valentin, Vestenthal, Weistrach, Wolfsbach
- Dekanat Herzogenburg
  - Getzersdorf, Gutenbrunn-Heiligenkreuz, Heiligeneich, Herzogenburg, Inzersdorf an der Traisen, Kapelln, Maria Jeutendorf, Nußdorf an der Traisen, Pottenbrunn, Reidling, St. Andrä an der Traisen, Stollhofen, Traismauer, Weißenkirchen bei Perschling
- Dekanat Horn
  - Altenburg, Altpölla, Burgschleinitz, Dietmannsdorf an der Wild, Eggenburg, Franzen, Freischling, Gars am Kamp, Horn, Idolsberg, Kattau, Krumau am Kamp, Kühnring, Maria Dreieichen, Messern, Mödring, Neukirchen an der Wild, Neupölla, Plank am Kamp, Reinprechtspölla, Rodingersdorf, Roggendorf, Röhrenbach, Schönberg am Kamp, Sigmundsherberg, St. Bernhard, St. Leonhard am Hornerwald, St. Marein in Niederösterreich, Stiefern, Stockern, Strögen, Tautendorf
- Dekanat Krems
  - Brunn im Felde, Droß, Dürnstein an der Donau, Egelsee, Gföhl, Gobelsburg, Imbach, Krems-Lerchenfeld, Krems-St. Paul, Krems-St. Veit, Langenlois, Lengenfeld, Lichtenau im Waldviertel, Loiben, Loiwein, Mittelberg in Niederösterreich, Obermeisling, Rastbach, Rohrendorf, Schiltern, Senftenberg, Stein an der Donau, Stratzing, Theiß, Zöbing
- Dekanat Lilienfeld
  - Annaberg in Niederösterreich, Eschenau in Niederösterreich, Grünau, Hainfeld, Hohenberg, Josefsberg, Kaumberg, Kirchberg an der Pielach, Kleinzell, Lehenrotte, Lilienfeld, Loich, Mitterbach am Erlaufsee, Rabenstein an der Pielach, Ramsau, Rohrbach an der Gölsen, Schwarzenbach an der Gölsen, Schwarzenbach an der Pielach, St. Aegyd am Neuwalde, St. Veit an der Gölsen, Traisen, Türnitz, Wilhelmsburg
- Dekanat Maria Taferl
  - Altenmarkt im Yspertal, Artstetten, Bärnkopf, Dorfstetten, Ebersdorf, Gottsdorf, Gutenbrunn am Weinsberg, Kleinpöchlarn, Laimbach am Ostrong, Marbach an der Donau, Maria Taferl, Martinsberg, Münichreith am Ostrong, Neukirchen am Ostrong, Nöchling, Persenbeug, Pisching, Pöbring, Pöggstall, St. Oswald, Ysper
- Dekanat Melk
  - Bischofstetten, Gerolding, Hürm, Kilb, Loosdorf bei Melk, Mank, Matzleinsdorf, Mauer, Melk, Ruprechtshofen, Schönbühel an der Donau, St. Leonhard am Forst, Zelking
- Dekanat Neulengbach
  - Altlengbach, Asperhofen, Brand-Laaben, Böheimkirchen, Eichgraben, Johannesberg, Kasten, Maria Anzbach, Michelbach, Murstetten, Neulengbach, Ollersbach, St. Christophen, Stössing, Totzenbach, Würmla
- Dekanat Scheibbs
  - Frankenfels, Gaming, Gresten, Kirnberg an der Mank, Lackenhof, Lunz am See, Neuhaus bei Gaming, Oberndorf an der Melk, Plankenstein, Puchenstuben, Purgstall, Randegg, Reinsberg, Scheibbs, St. Anton an der Jeßnitz, St. Georgen an der Leys, St. Gotthard in Niederösterreich, Texing
- Dekanat Spitz
  - Aggsbach-Markt, Albrechtsberg, Els, Emmersdorf, Heiligenblut in Niederösterreich, Kirchschlag, Kottes, Maria Laach am Jauerling, Mühldorf-Niederranna, Ottenschlag, Purk, Raxendorf, Spitz, St. Johann bei Großheinrichschlag, Weinzierl am Walde, Weiten, Weißenkirchen in der Wachau, Wösendorf
- Dekanat St. Pölten
  - Gerersdorf-Prinzersdorf, Hafnerbach, Haindorf, Haunoldstein, Karlstetten, Markersdorf an der Pielach, Neidling, Obergrafendorf, Pyhra bei St. Pölten, St. Georgen am Steinfelde, St. Margarethen an der Sierning, St. Pölten-Dompfarre, St. Pölten-Franziskanerpfarre, St. Pölten Maria Lourdes, St. Pölten-Spratzern, St. Pölten-St. Johannes-Kapistran, St. Pölten-St. Josef, St. Pölten-Stattersdorf-Harland, St. Pölten-Viehofen, St. Pölten-Wagram, Wald, Weinburg in Niederösterreich
- Dekanat Tulln
  - Abstetten, Chorherrn, Freundorf, Greifenstein, Judenau, Königstetten, Langenlebarn, Langenrohr, Maria Ponsee, Michelhausen, Ollern, Rappoltenkirchen, Ried am Riederberg, Rust, Sieghartskirchen, St. Andrä im Hagentale, Tulbing, Tulln-St. Severin, Tulln-St. Stephan, Zeiselmauer, Zwentendorf
- Dekanat Waidhofen an der Thaya
  - Aigen bei Raabs, Alentsteig, Buchbach, Dobersberg, Echsenbach, Gastern, Großhaselbach, Großsiegharts, Hirschbach im Bezirk Gmünd, Kautzen, Langschwarza, Ludweis, Münchreith an der Thaya, Obergrünbach, Pfaffenschlag, Puch in Niederösterreich, Raabs an der Thaya, Reibers, Scheideldorf, Schwarzenau, Speisendorf, Thaya, Vitis, Waidhofen an der Thaya, Waldkirchen an der Thaya, Windigsteig
- Dekanat Waidhofen an der Ybbs
  - Allhartsberg, Biberbach, Böhlerwerk, Göstling an der Ybbs, Hollenstein an der Ybbs, Kematen-Gleiß, Konradsheim, Mendling zu Lassing, Opponitz, Sonntagberg, St. Georgen in der Klaus, St. Georgen am Reith, St. Leonhard am Walde, Waidhofen an der Ybbs, Windhag, Ybbsitz, Zell an der Ybbs
- Dekanat Ybbs
  - Blindenmarkt, Erlauf, Golling, Krummnußbaum, Neumarkt an der Ybbs, Petzenkirchen, Pöchlarn, St. Martin am Ybbsfelde, Steinakirchen am Forst, Säusenstein, Wieselburg, Ybbs an der Donau
- Dekanat Zwettl
  - Altmelon, Arbesbach, Brand bei Loschberg, Etzen, Friedersbach, Grafenschlag, Grainbrunn, Griesbach, Großgerungs, Großglobnitz, Großgöttfritz, Großreinprechts, Jagenbach, Jahrings, Kirchbach in Niederösterreich, Langschlag, Marbach am Walde, Niedergrünbach, Niedernondorf, Oberkirchen, Oberstrahlbach, Rapottenstein, Rastenfeld, Rieggers, Sallingberg, Sallingstadt, Schloss Rosenau, Schweiggers, Schönbach, Traunstein, Waldhausen in Niederösterreich, Wurmbrand, Zwettl-Stadt, Zwettl-Stift